# Säkkijärven polkka

Säkkijärven polkka (prononcé en finnois : [ˈsækːiˌjærʋen ˈpolkːɑ] ; la « polka de Säkkijärvi »), également appelée la « polka carélo-finnoise », est une chanson finlandaise très populaire, appréciée notamment des accordéonistes finlandais. Cette polka a été particulièrement popularisée par l'accordéoniste Viljo Vesterinen (1907–1961).
La mélodie a été enregistrée pour la première fois à Säkkijärvi (aujourd'hui Kondratievo dans l'oblast de Léningrad, en Russie) ; les paroles, lorsque l'on décide de les chanter, rappellent que si la région de Säkkijärvi en elle-même a été perdue en 1940, au moins les Finlandais ont-ils pu en conserver la polka.

## Paroles
Les paroles de la polka, en finnois et en français :
| Paroles en finnois | Paroles en français |
| --- | --- |
| On kauniina muistona Karjalan maa, mutta vieläkin syömmestä soinnahtaa, kun soittajan sormista kuulla saa, Säkkijärven polkkaa! Se polkka taas menneitä mieleen tuo ja se outoa kaipuuta rintaan luo. Hei, soittaja, haitarin soida suo Säkkijärven polkkaa! Nuoren ja vanhan se tanssiin vie, ei sille polkalle vertaa lie! Sen kanssa on vaikka mierontie Säkkijärven polkkaa! Siinä on liplatus laineitten, siinä on huojunta honkien. Karjala soi - kaikki tietää sen - Säkkijärven polkkaa! Tule, tule tyttö, nyt kanssani tanssiin, kun polkka niin herkästi helkähtää. Hoi! Hepo surkoon ja hammasta purkoon, kun sillä on ihmeesti suurempi pää! Tule, tule, tyttö, nyt kanssani tanssiin kun meillä on riemu ja suvinen sää! Säkkijärvi se meiltä on pois, mutta jäi toki sentään polkka! Kun rakkaimmat rannat on jääneet taa, niin vieraissa kulkija lohdun saa, kun kuuntelee soittoa kaihoisaa: Säkkijärven polkkaa! Se polkka on vain, mutta sellainen, että tielle se johtavi muistojen. On sointuna Karjalan kaunoisen: Säkkijärven polkka! | La Carélie n'est plus qu'un beau souvenir mais la musique résonne toujours dans ton cœur Lorsque les doigts du musicien te font entendre la Säkkijärven Polkka ! Cette polka rappelle le temps passé Et provoque une drôle de nostalgie dans ton cœur. Hey, musicien, prends l'accordéon et joue-nous la Säkkijärven Polkka ! Elle fait danser jeunes et vieux Cette polka est vraiment incomparable ! Avec elle, même vivre à la belle étoile c'est la Säkkijärven Polkka ! Elle ondule comme les vagues Elle frissonne comme les grands pins Le son de la Carélie, c'est — tout le monde le sait — la Säkkijärven Polkka ! Viens, jeune fille, danse avec moi lorsque la polka résonne si délicatement Hoi! Que le cheval se lamente et serre les dents Car il a une grosse tête ! Viens, jeune fille, danse avec moi maintenant Nous sommes joyeux et l'été est si beau. Nous avons perdu Säkkijärvi, Mais il nous reste toujours la polka ! Lorsque les souvenirs les plus chers ont été abandonnés un voyageur en terre étrangère trouve le réconfort en entendant cette musique nostalgique : la Säkkijärven Polkka ! Ce n'est qu'une polka, mais du type qui fait remonter les souvenirs. Le son de la belle Carélie, c'est la Säkkijärven Polkka ! |

## Utilisation militaire

Carte des changements régionaux dans la région de Säkkijärvi, entre 1940 et 1947.

Pendant la guerre de continuation (1941-1944), les Soviétiques avaient miné la ville de Vyborg à l'aide de mines radio-contrôlées. Les mines explosaient si une succession précise de trois notes était jouée sur leur fréquence radio ; chaque mine avait trois fers sonores qui oscillaient à des fréquences spécifiques qui lui étaient propres. Après avoir pris Vyborg, les Finlandais s'étonnaient d'étranges explosions de mines. Au début, les sapeurs supposaient qu'il s'agissait de mines à retardement. Après avoir étudié et analysé un sac de détonateurs que les sapeurs avaient trouvé sous l'un des ponts de la ville, l'armée finlandaise découvrit que la ville entière avait été minée. L'interrogation de prisonniers de guerre soviétiques permit de déterminer la localisation des mines.
Le 1er septembre 1941, l'état-major général reçut une voiture de diffusion de l'Yle, qui fut conduite à Vyborg. Le véhicule pouvait diffuser sur la fréquence radio de déclenchement exacte des mines. C'est la Säkkijärvi polkka qui fut choisie parmi tous les titres disponibles, et la voiture de diffusion de l'Yle commença à jouer en boucle cette polka (plus spécifiquement la version de Viljo Vesterinen) sur la fréquence des mines soviétiques. Les notes de cette polka perturbèrent les déclencheurs radio, rendant les mines complètement inutilisables. Le 4 septembre, l'armée finlandaise constata que les troupes soviétiques avaient triplé la puissance de leurs émissions sur la fréquence concernée : c'est ainsi que commença une bataille des ondes radio. Trois jours plus tard, afin de continuer le brouillage de manière efficace, une deuxième voiture-radio fut envoyée à Vyborg. Entre-temps, un examen attentif des déclencheurs radio avait révélé que les mines étaient en fait accordées à trois fréquences radio différentes. La grande crainte était alors que les générateurs à essence, alimentant les émetteurs finlandais, ne tombent en panne, réduisant ou même supprimant le brouillage des mines dans Vyborg. Aussi l'armée commanda-t-elle rapidement d'autres émetteurs supplémentaires de 50 watts avec d'autres générateurs à Helvar, lesquels furent livrés dès le 9 septembre 1941.
Ceux-ci continuèrent de transmettre et interférer sur les 3 fréquences jusqu'au 2 février 1942. Les militaires avaient en effet calculé que les batteries de mines seraient épuisées au bout de trois mois, au plus tard.

## Interprétations diverses
- Les Leningrad Cowboys interprètent la chanson dans leur film de 1989 Leningrad Cowboys Go America. Une interprétation supplémentaire de mambo est jouée pendant le générique de fin et incluse dans l'album de la bande originale.
- Une version électronique de la chanson, intitulée Hardcore of the North, apparaît dans le jeu vidéo musical In The Groove.
- Le groupe de folk punk canadien The Dreadnoughts en livrent une version intitulée The Skrigjaargen Polka sur leur album de 2009 Victory Square.
- Un remix Eurobeat de la chanson réalisé par un utilisateur connu sous le nom de Turbo est devenu populaire sur YouTube[7].

## Dans la culture populaire

### Cinéma
- Säkkijärven polkka est aussi le titre d'un film réalisé par Viljo Salminen (1908–1992) en 1955.

### Technologie
- Säkkijärven polkka a été inclus comme l'une des sonneries du Nokia 2110 (1994), qui fut le premier téléphone mobile à en proposer[8].

### Dessin animé
- Une interprétation instrumentale de la polka est présente dans l'anime Girls und Panzer der Film.

### Autres
- L'acteur comique finlandais Eemeli (en) a également chanté cette polka.